# 18418 Ujibe
18418 Ujibe è un asteroide della fascia principale. Scoperto nel 1993, presenta un'orbita caratterizzata da un semiasse maggiore pari a 2,2476008 UA e da un'eccentricità di 0,2017887, inclinata di 9,13730° rispetto all'eclittica.